# 旭峠道路

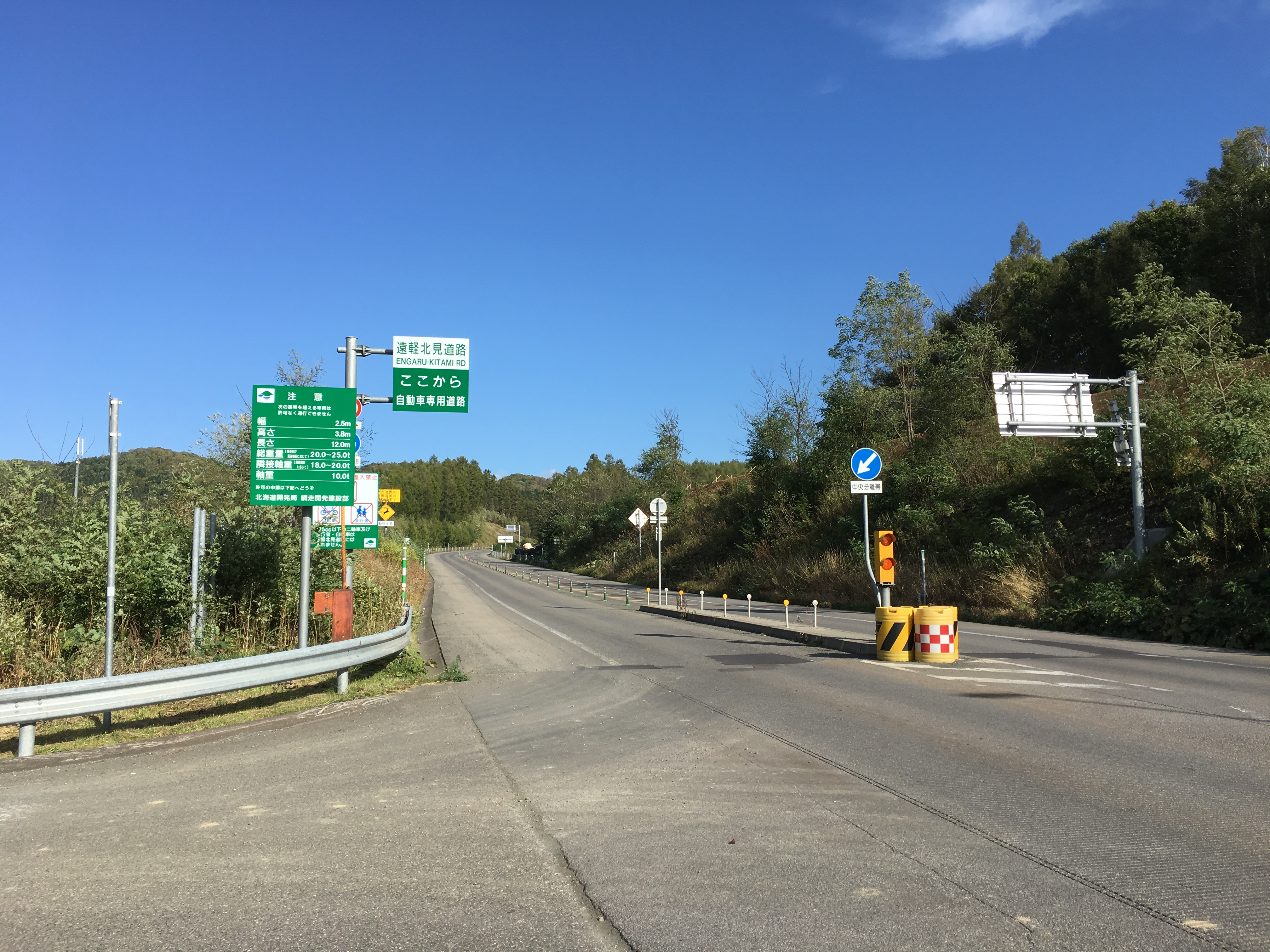
旭峠道路 起点（遠軽町側）

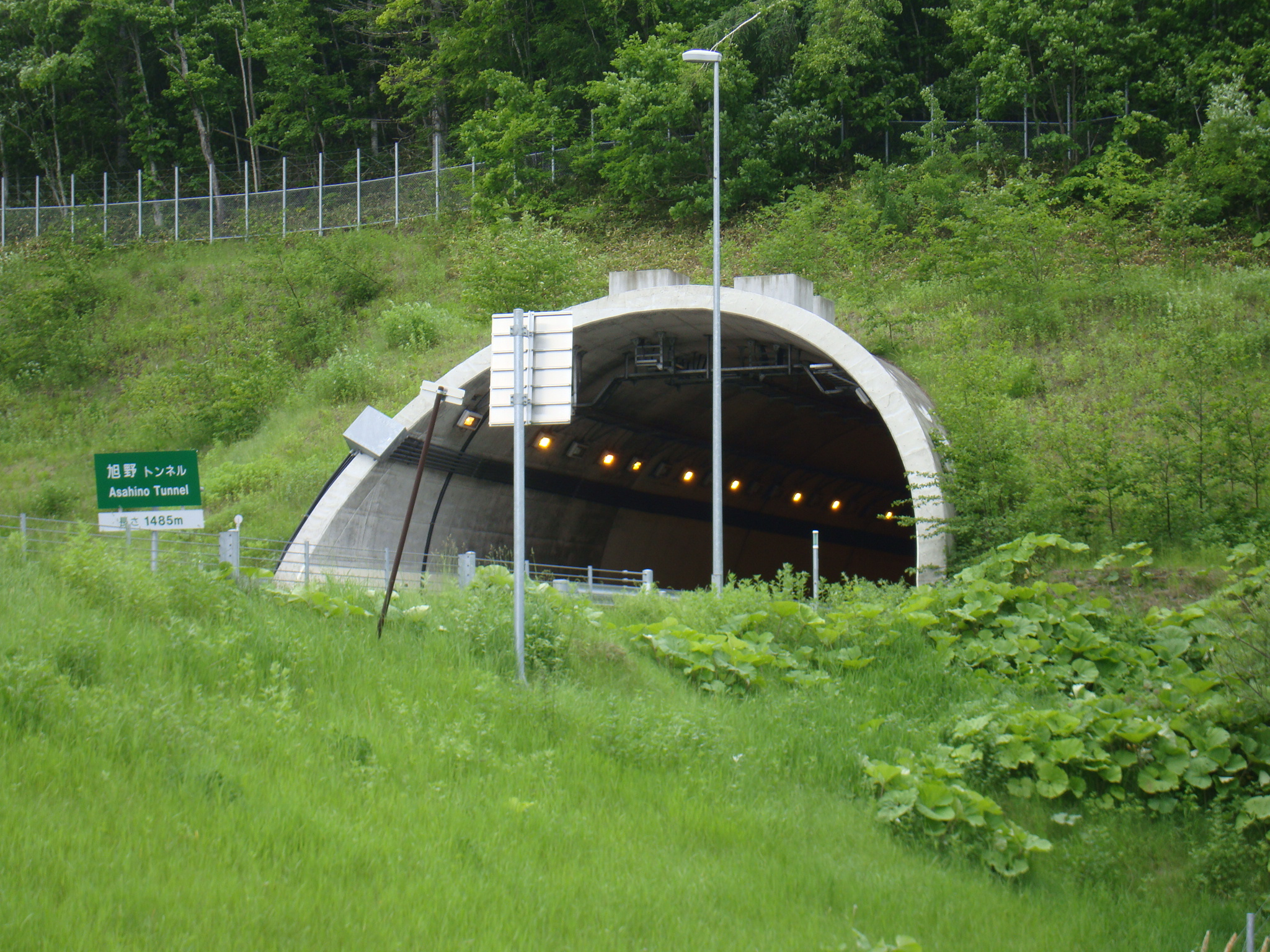
旭野トンネル（佐呂間町側）

旭峠道路（あさひとうげどうろ）は、起点を北海道紋別郡遠軽町生田原旭野、終点を常呂郡佐呂間町字大成とする自動車専用道路。地域高規格道路遠軽北見道路の一部である。

## 概要
国道333号旧道の旭峠には急勾配・急カーブが存在し、峠頂上の旭トンネルは狭小幅員のため大型車のすれ違いが困難であるとともに4.0 mの高さ制限があった。こうした線形不良や狭小幅員、高さ制限等の解消、主要観光地へのアクセス向上などを目的として、1991年度（平成3年度）に事業化され、1993年度（平成5年度）に工事着手、2002年（平成14年）11月20日に開通した。
現在は峠をバイパスする延長3.5 kmの自動車専用道路となっているが、将来は、旭川紋別自動車道と北海道横断自動車道をつなぐ遠軽北見道路の一部となる予定。2007年度（平成19年度）には遠軽側に隣接する区間で生田原道路が事業化されている。
- 起点 : 紋別郡遠軽町生田原旭野[1]
- 終点 : 常呂郡佐呂間町字大成[1]
- 延長 : 約3.5 km[1]
- 規格 : 第1種第2級
- 設計速度 : 100km/h
- 道路幅員 : 12.0 m
- 車線幅員 : 3.5 m
- 車線 : 暫定2車線

## 路線状況

### 車線・最高速度・料金
| 区間     | 車線 上下線=上り線+下り線 | 最高速度 | 料金 |
| -------- | ------------------------- | -------- | ---- |
| 旭峠道路 | 2=1+1                     | 60 km/h  | 無料 |

### 主なトンネルと橋
| トンネル・橋梁名称 | 延長    | 区間     | 備考 |
| ------------------ | ------- | -------- | ---- |
| 旭野トンネル       | 1,485 m | 旭峠道路 |      |

※トンネルのある区間は暫定2車線の対面通行であるため、上下線で1本のトンネルとなっている。

### 交通量
24時間交通量（台）　道路交通センサス
| 区間     | 平成17（2005）年度 | 平成22（2010）年度 | 平成27（2015）年度 |
| -------- | ------------------ | ------------------ | ------------------ |
| 旭峠道路 | 3,459              | 4,196              | 4,292              |

（出典：「平成22年度道路交通センサス」・「平成27年度全国道路・街路交通情勢調査」（国土交通省ホームページ）より一部データを抜粋して作成）